# Ruth Hock
Ruth Hock (5 de septiembre de 1985) es una deportista australiana que compitió en taekwondo. Ganó tres medallas en el Campeonato de Oceanía de Taekwondo entre los años 2016 y 2019.

## Palmarés internacional
| Campeonato de Oceanía | Campeonato de Oceanía | Campeonato de Oceanía | Campeonato de Oceanía |
| Año                   | Lugar                 | Medalla               | Categoría             |
| --------------------- | --------------------- | --------------------- | --------------------- |
| 2016                  | Suva (Fiyi)           | Medalla de bronce     | –67 kg                |
| 2018                  | Mahina (Francia)      | Medalla de oro        | –67 kg                |
| 2019                  | Apia (Samoa)          | Medalla de plata      | –67 kg                |